# Papa Paolo III
Paolo III, nato Alessandro Farnese (Canino, 29 febbraio 1468 – Roma, 10 novembre 1549), è stato il 220º papa della Chiesa cattolica dal 1534 alla sua morte. Nel 1540 autorizzò la fondazione della Compagnia di Gesù su proposta di Ignazio di Loyola e convocò il Concilio di Trento nel 1545.

## Biografia

### Infanzia
Alessandro Farnese nacque a Canino, nella Maremma laziale (oggi provincia di Viterbo), figlio di Pier Luigi I Farnese (1435-1487), signore di Capodimonte, Musignano, Valentano, Gradoli, Piansano, Canino e di Abbazia al Ponte e vicario papale di Canino, e Giovannella Caetani (1440-1468), discendente dalla famiglia di Gelasio II e Bonifacio VIII. Egli era il terzo di cinque figli, il primo dei maschi.

### Formazione e carriera nella Curia romana
Ricevette la prima formazione umanistica a Roma. I suoi precettori furono l'umanista Pomponio Leto per le lettere antiche, la storia e la cultura classica e lo scienziato Alberto Piglio per le discipline matematiche e scientifiche. Ma nella "Città eterna" la sua condotta fu riprovevole. Dopo essere stato per un certo periodo in carcere, venne allontanato dall'Urbe. La famiglia lo inviò alla corte di Lorenzo de' Medici. A Firenze poté assistere alle lezioni di Marsilio Ficino, conobbe Giovanni Pico della Mirandola e incontrò il fior fiore dei rampolli della nobiltà italiana: futuri papi, re, duchi, cardinali, artisti, letterati e poeti. Alla corte medicea fece anche la conoscenza di Giovanni e Giulio de' Medici (entrambi lo precederanno come papi).
Tornato a Roma andò al servizio del papa Innocenzo VIII, che gli assegnò l'ufficio di protonotario apostolico. Il papa Alessandro VI lo nominò cardinale diacono con il titolo cardinalizio dei Santi Cosma e Damiano. La sorella di Alessandro, Giulia Farnese, era l'amante di papa Borgia, il che valse al futuro Papa il soprannome - poco edificante - di «Cardinal Fregnese». Nel 1495 Alessandro ereditò la carica di Legato pontificio di Viterbo. Nel 1502 fu nominato legato della Marca anconitana. Lasciò la legazione nel 1509. Gli anni successivi passarono tra la corte del papa e i possedimenti della famiglia.
Nel 1513 fu avviata la costruzione di Palazzo Farnese a Roma. Non era presente a Roma nei giorni del sacco dei lanzichenecchi (1527). Nel settembre dello stesso anno si stabilì a Parma, della cui diocesi era vescovo. Il 1º giugno 1528 entrò con il papa Clemente VII a Viterbo. Il 13 dicembre 1532 accompagnò Carlo V d'Asburgo nel suo ingresso a Bologna, dove incontrò il papa Clemente VII.
Alessandro Farnese fu ordinato sacerdote il 26 giugno 1519 e fu consacrato vescovo il 2 luglio successivo dal papa Leone X. Celebrò la sua prima Messa il 29 ottobre dello stesso anno. Nel 1512 fu tra i rappresentanti del papa al Concilio Lateranense V.
Come vescovo di Parma tenne un sinodo nella città ducale, dove incominciò ad applicare i decreti del concilio lateranense.
La sua influenza si accrebbe nel tempo. Pose la tiara papale sul capo di Leone X nel 1513 e presenziò alla cerimonia di incoronazione di Carlo V d'Asburgo a imperatore nel 1530.

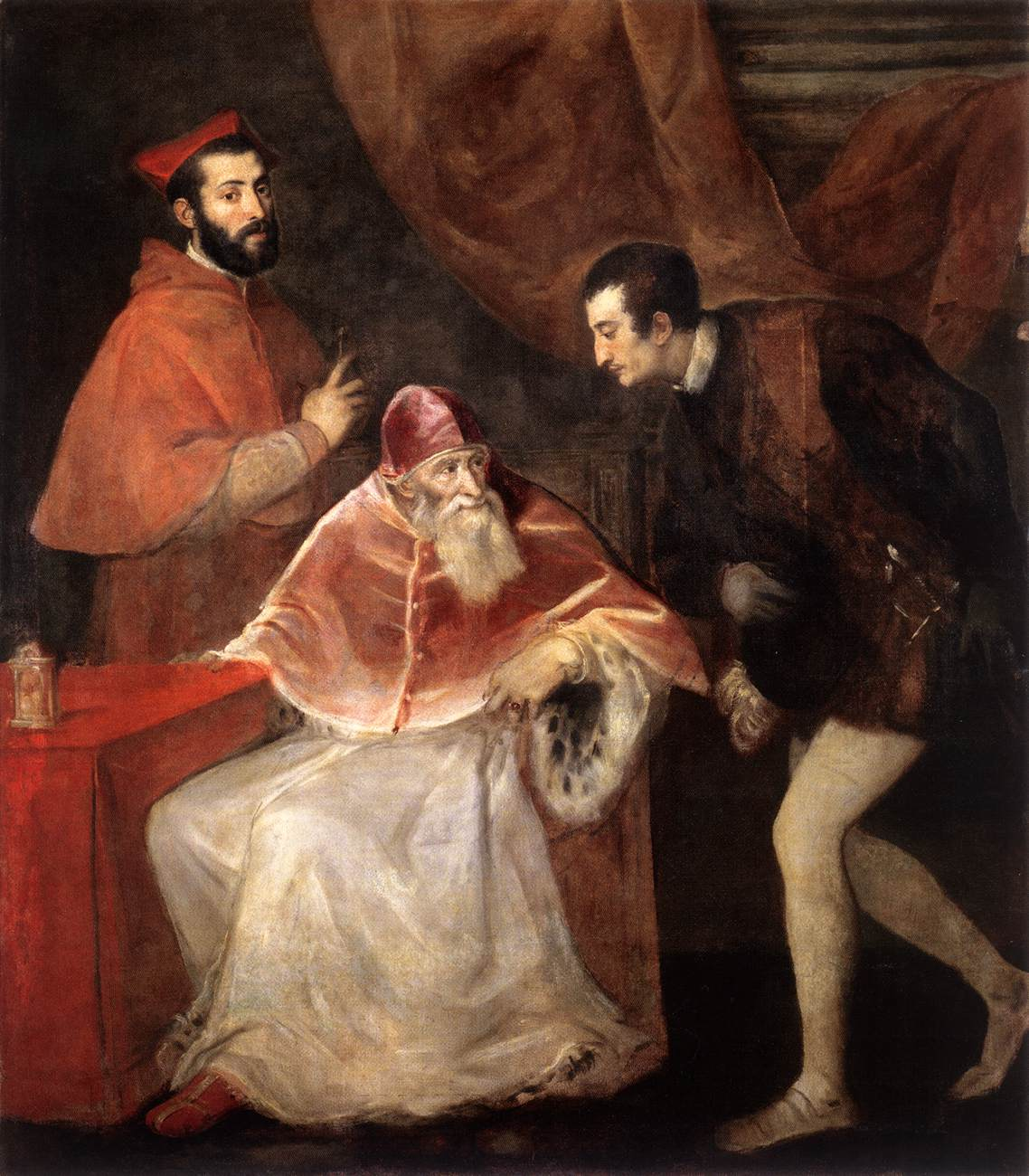
Tiziano
Il papa Paolo III con i nipoti Alessandro e Ottavio.

### Cronologia incarichi
- 1491: primo incarico nella Curia romana: segretario e protonotario apostolico;
- 1492: tesoriere della Curia romana;
- 22 giugno 1492: canonico del capitolo della chiesa di San Lorenzo a Viterbo;
- 20 settembre 1493: è creato cardinale (età: 25 anni). Vestirà la porpora per 41 anni;
- 14 novembre 1494 – 15 settembre 1495: è legato pontificio a Viterbo;
- 1499 – 28 marzo 1509: è vescovo di Montefiascone e di Corneto (oggi Tarquinia);
- ottobre 1502: è legato pontificio ad Ancona;
- 29 novembre 1503: creato cardinale della diaconia di Sant'Eustachio;
- 1507: è nuovamente legato ad Ancona; lascia la legazione delle Marche nel 1509;
- 18 febbraio 1508 – 5 giugno 1510: amministratore nella Repubblica di Venezia;
- ottobre 1508: è arciprete della basilica di San Giovanni in Laterano;
- 28 marzo 1509: è nominato vescovo di Parma (manterrà la diocesi sino all'elezione papale);
- 6 marzo 1514 – 31 agosto 1522: è amministratore dell'arcidiocesi di Benevento (primo incarico);
- 2 maggio 1514: è abate commendatario di Sabiona;
- 28 luglio 1514 – 13 ottobre 1534: è amministratore della diocesi francese di Saint-Pons-de-Thomières;
- 20 agosto 1515: è abate commendatario del monastero di Fossombrone (Appennino umbro-marchigiano);
- agosto 1516: creato cardinale protodiacono;
- 19 maggio 1517: si insedia la commissione incaricata di scoprire la verità sul tentato avvelenamento del papa Leone X. L'accusato è il cardinale Alfonso Petrucci. Tra i membri della commissione figura Alessandro Farnese;
- 4 novembre 1517: Farnese partecipa alle riunioni preparatorie per l'indizione di una crociata contro il Sultano turco;
- 13 marzo 1518: è legato pontificio in Germania;
- 15 giugno 1519 – 9 dicembre 1523: è cardinale-vescovo di Frascati;
- 1521: amministratore della diocesi di Sulmona-Valva;
- 9 – 18 dicembre 1523: cardinale-vescovo di Palestrina;
- 18 dicembre 1523 – 20 maggio 1524: cardinale-vescovo di Sabina;
- 20 maggio – 15 giugno 1524: è cardinale-vescovo di Porto e Santa Rufina;
- 15 giugno 1524 - 13 ottobre 1534: è cardinale-vescovo di Ostia e Velletri
- 3 aprile – 7 giugno 1525: amministratore della diocesi di Anagni;
- 20 maggio 1527: legato pontificio presso l'imperatore del Sacro Romano Impero Carlo V d'Asburgo (tranne una parentesi dall'8 giugno 1528 al 24 luglio 1529 in cui fu legato a Roma);
- 1528 - 12 gennaio 1530: è amministratore dell'arcidiocesi di Benevento (secondo incarico);
- 24 gennaio 1530 – 17 maggio 1532: amministratore della diocesi di Bitonto;
- 15 gennaio 1532: è nominato ambasciatore pontificio in Germania e per le città di Münster e Colonia; il suo compito è ricomporre i dissidi in corso tra le chiese locali;
- 6 settembre 1533: è nominato consigliere del papa;
- 1º ottobre 1533: legato a Pisa;
- 19 gennaio – 8 giugno 1534: amministratore della diocesi di Sora.

### Conclavi
Come cardinale Alessandro Farnese partecipò a sette conclavi:
- conclave del settembre 1503, che elesse il papa Pio III
- conclave dell'ottobre 1503, che elesse il papa Giulio II
- conclave del 1513, che elesse il papa Leone X
- conclave del 1521-1522, che elesse il papa Adriano VI
- conclave del 1523, che elesse il papa Clemente VII
- conclave del 1534, che elesse papa lui stesso.

## Il conclave del 1534
Al conclave parteciparono 33 cardinali.

Alessandro Farnese fu eletto papa il 13 ottobre 1534 nel Palazzo Apostolico. Il conclave durò 48 ore: dall'11 al 13 ottobre.

Con i suoi 66 anni era il decano del Sacro collegio.

Fu incoronato il 3 novembre successivo dal cardinale Innocenzo Cybo.

## Il pontificato

### Contrasto al protestantesimo

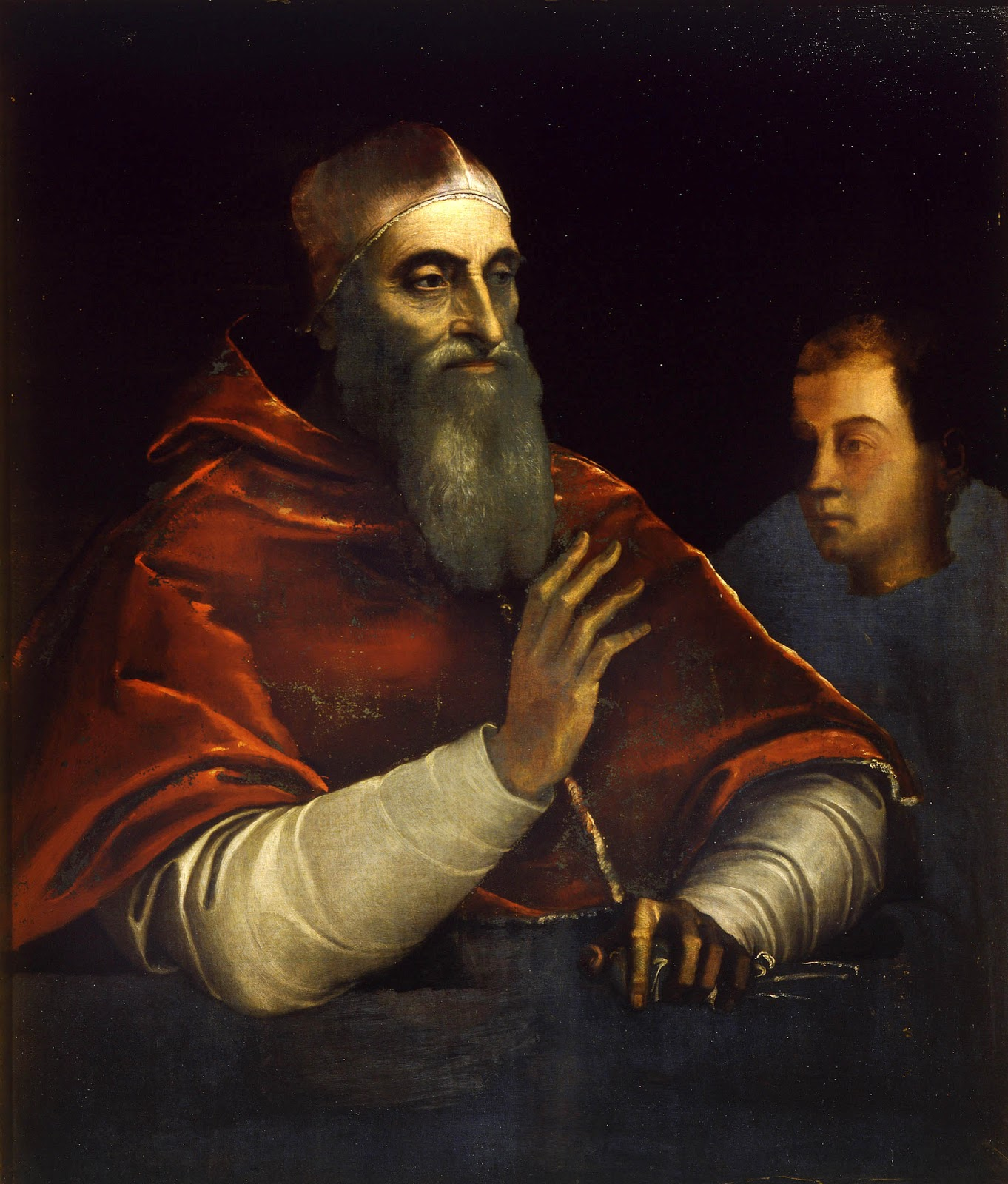
Sebastiano del Piombo, Paolo III con un nipote (1534 ca.), Galleria nazionale di Parma.

Paolo III perseguì una politica di terzietà nelle guerre tra l'imperatore del Sacro Romano Impero Carlo V d'Asburgo e il re di Francia Francesco I. Incoraggiò entrambi i sovrani nella lotta contro la diffusione del protestantesimo (degli Ugonotti in Francia e dei Luterani in Germania), anche se Francesco I fu alleato dei Luterani in funzione anti-asburgica.
Nel 1540 inviò come nunzio in Germania il cardinale Giovanni Gerolamo Morone, affiancato l'anno seguente dal cardinale Gasparo Contarini. Nel gennaio 1546 il pontefice sospese dal suo incarico Hermann von Wied, arcivescovo di Colonia sin dal 1515. In aprile lo scomunicò.
Il 17 dicembre 1538 il pontefice scomunicò il re d'Inghilterra Enrico VIII e lo pose sotto interdetto. Successivamente tentò di formare una coalizione di re cattolici contro l'Inghilterra, ma i monarchi dei due principali stati dell'epoca (Francia e Impero), in contrasto tra loro, ne impedirono la realizzazione.
Vista la crescente diffusione delle idee protestanti, il 21 luglio 1542 il pontefice emanò la costituzione Licet ab initio, con la quale fu istituita l'Inquisizione romana, ossia la «Congregazione della sacra, romana e universale Inquisizione del sant'Uffizio».

#### Concilio di Trento

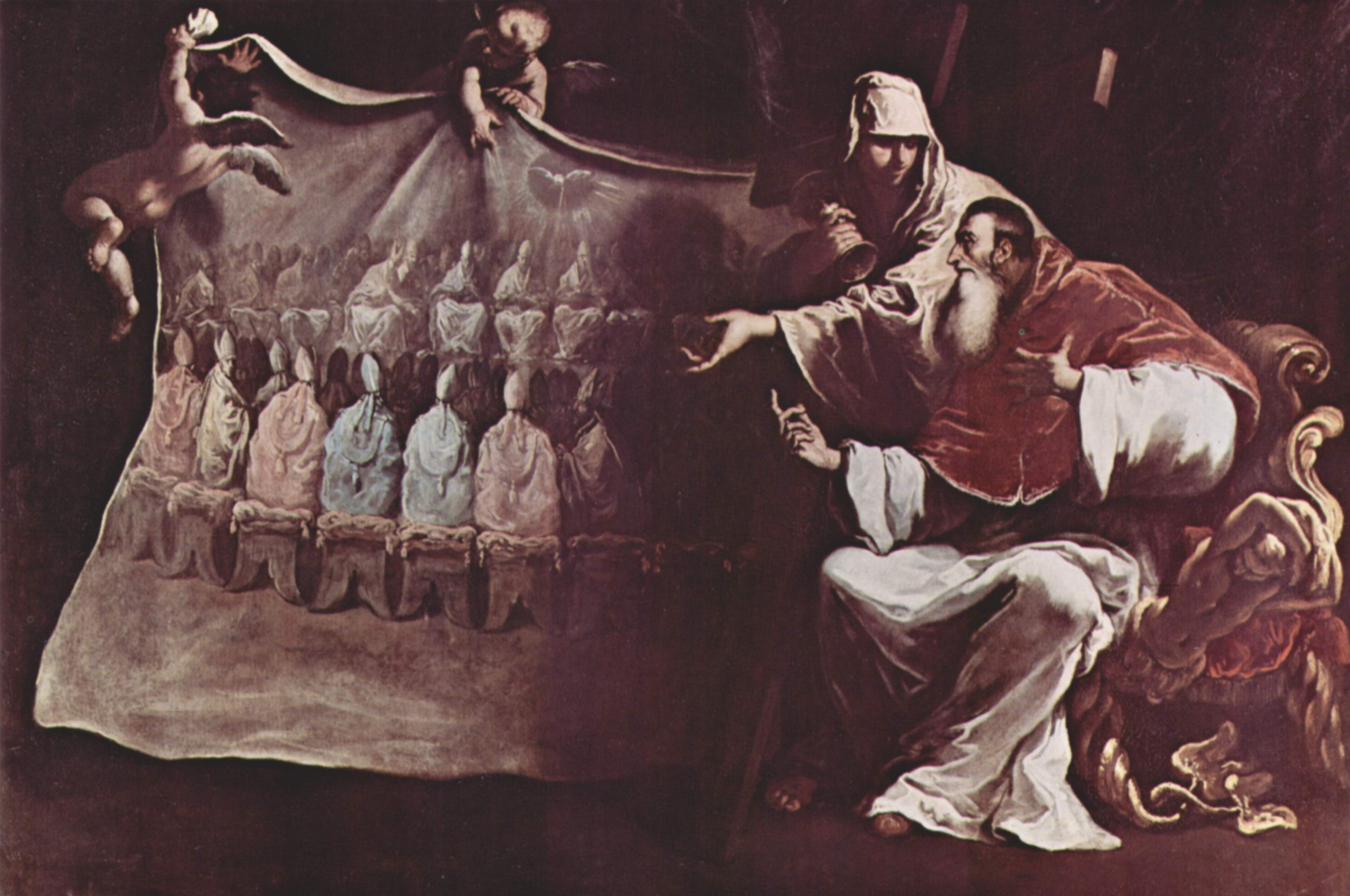
Sebastiano Ricci, Papa Paolo III ha la visione del Concilio di Trento. Olio su tela, 1687-1688, Piacenza, Museo Civico.

Nel 1534 tutta l'Europa era attraversata da laceranti tensioni religiose tra cattolici e protestanti. Per contrastare il diffondersi della Riforma protestante Paolo III decise di allargare il collegio cardinalizio con l'inserimento di figure che, in modo diverso, erano favorevoli a una riforma cattolica: Gasparo Contarini, Gian Pietro Carafa, Giovanni Gerolamo Morone e l'inglese Reginald Pole.
Il pontefice aveva bisogno che Francia e Germania assicurassero la propria neutralità, cioè che non influenzassero i lavori del concilio. A questo fine nel 1537 effettuò una visita ufficiale presso l'imperatore Carlo V d'Asburgo, cui promise che la sede del concilio sarebbe stata Mantova. Ma il duca della città lombarda fece mancare il proprio appoggio: affermò di non potere sostenere le spese di un'assise di livello internazionale. Paolo III scelse allora Vicenza (la Repubblica di Venezia aveva buoni rapporti sia con i tedeschi sia con i francesi), ma il concilio non poté incominciare perché nel frattempo era scoppiato un conflitto tra Francia e Impero. Paolo III dovette quindi attendere la cessazione del conflitto.
Il 22 maggio 1542 Paolo III indisse il concilio (bolla Initio nostri) per il 1º ottobre dello stesso anno (Kalendas octobris) a Trento. Trento fu considerata la scelta più opportuna in quanto si trovava a metà strada tra Roma e la Germania ed era sede di un principato vescovile appartenente all'Impero germanico. A causa dello stato di guerra in cui versavano ancora alcune nazioni, il concilio fu sospeso il 6 luglio del 1543. Venne riconvocato l'anno dopo con la bolla Laetare Jerusalem (19 novembre 1544). Il Concilio si aprì solennemente a Trento il 13 dicembre 1545, III domenica di Avvento, nella cattedrale di San Vigilio, a fare gli onori di casa il principe-vescovo Cristoforo Madruzzo. Il pontefice era rappresentato da tre cardinali: Giovanni Ciocchi del Monte (che nel 1550 diverrà papa con il nome di Giulio III), Marcello Cervini (anch'egli diverrà papa - ma per soli 23 giorni - con il nome di Marcello II nel 1555) e Reginald Pole.
Il Concilio contò inizialmente pochi prelati, quasi tutti italiani, e fu quasi sempre controllato dai delegati pontifici.
Per i primi due anni i padri conciliari dibatterono su questioni di carattere procedurale, mancando l'accordo tra il papa e l'imperatore: infatti mentre l'imperatore cercava di portare il dibattito su temi riformisti, il papa cercava di portarlo, invece, più su temi di carattere teologico.
La scelta di Trento non aveva trovato gradimento a Roma. In curia si era accettata controvoglia la scelta di una città dell'impero germanico; più volte si tentò anche di trasferire il concilio in una città più vicina a Roma, ma si dovette rinunciare all'idea per l'opposizione dell'imperatore. L'occasione giunse nel febbraio 1547 quando scoppiò a Trento un'epidemia di peste. Ciò provocò la partenza di molti prelati italiani: per il papa fu un danno poiché essi erano suoi sostenitori. Prima che il danno divenisse irreparabile i Legati decisero, con la maggioranza dei due terzi, di trasferire la sede del Concilio da Trento a Bologna. Il papa confermò il trasferimento. A Bologna si tennero due sessioni. La prima incominciò nello stesso anno 1547; la seconda si tenne nel 1549.
Durante questo periodo la tensione tra il papa e l'imperatore salì ulteriormente. I rapporti si inasprirono dapprima per una violenta protesta dell'imperatore (gennaio 1548), poi per il suo agire arbitrario presso la città di Augusta, dove aveva fatto emanare un provvedimento provvisorio, il cosiddetto Interim di Augusta (30 giugno 1548). Questo documento, tanto dal lato dottrinale come da quello disciplinare, era sostanzialmente cattolico, però concedeva, fino a una decisione definitiva del concilio, ai protestanti il matrimonio dei preti e la possibilità per i laici di poter bere dal calice durante la liturgia della Messa (pratica riservata solo ai chierici, nel rito cattolico), facendo la comunione sotto entrambe le specie del pane e del vino. Della restituzione dei beni ecclesiastici sequestrati non si faceva parola. Il papa ne fu scontentissimo perché vi vedeva un'ingerenza indebita dell'imperatore nella sfera dei diritti ecclesiastici. Per questo agire arbitrario di Carlo V, a cui si aggiungeva la morte del re di Francia Francesco I che privava il pontefice di un forte alleato, il 13 settembre 1549 Paolo III sospese il concilio. Il pontefice non vide la conclusione del concilio, che si protrasse fino al 1563.

### Relazioni con le istituzioni della Chiesa
Curia romana
Durante il regno di Paolo III fu approvata una riforma della curia.
Ordine dei Gesuiti

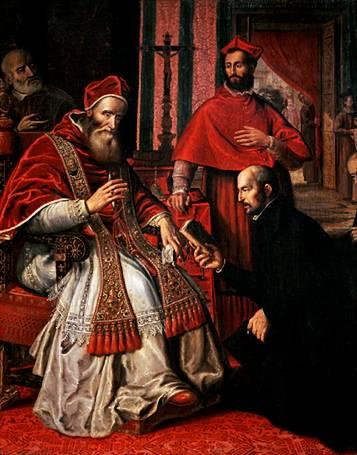
Il 3 settembre 1539 Paolo III approvò oralmente la Formula instituti di Ignazio di Loyola.

Con la bolla Regimini militantis Ecclesiae Paolo III concesse l'approvazione pontificia alla Compagnia di Gesù, fondata da Ignazio di Loyola due anni prima.
Il 14 marzo 1543 (o 1544), con la bolla Iniunctum nobis, abolì il tetto massimo di 60 membri imposto alla Congregazione. Il 31 luglio 1548 concesse al fondatore, Ignazio di Loyola, l'imprimatur alla pubblicazione a stampa dei suoi Esercizi spirituali. Due gesuiti, Diego Laínez e Alfonso Salmerón, presero parte come teologi pontifici alla prima fase del Concilio di Trento (1546-1547).

### Principali documenti del pontificato
Approvazioni pontificie
- Il 15 gennaio 1535 con la bolla Debitum pastoralis autorizzò il collegio femminile dell'Ordine dei chierici regolari di San Paolo (conosciuti come Barnabiti) a costituirsi in monastero (il collegio maschile era stato già approvato dal suo predecessore Clemente VII). Il 29 novembre 1543, con la bolla Pastoralis officii cura, il pontefice li esentò dalla giurisdizione del loro diocesano;
- Il 30 novembre 1539 approvò la Confraternita del Corpo di Cristo. Fu la prima confraternita con questa denominazione[8];
- Con la bolla Regimini militantis ecclesiae del 27 settembre 1540 Paolo III approvò il programma di Ignazio di Loyola che costituiva la Compagnia di Gesù[9];
- Nello stesso anno approvò la regola dei Chierici regolari di Somasca (detti brevemente “somaschi”);
- Il 9 giugno 1544 approvò con la bolla Regimini Universalis la regola delle Orsoline.

Decisioni in materia liturgica
- Nel 1535 approvò la pubblicazione del breviario del cardinale Francisco de los Ángeles Quiñones.
- Il giovedì santo del 1536 firmò la bolla In coena Domini nella quale erano elencati diciassette errori della fede che potevano portare alla scomunica.[10]

Etica e morale cristiana
- Il 2 giugno 1537 il papa fece pubblicare la bolla Veritas Ipsa (conosciuta anche come Sublimis Deus) nella quale condannava la riduzione in schiavitù degli amerindi. Paolo III, con la sua autorità apostolica, mise fine alle numerose dispute che tenevano banco nelle università europee sulla natura degli abitanti del Nuovo Mondo: dovevano essere considerati "animali superiori" o "uomini inferiori"? Il pontefice chiarì che essi sono «veri uomini» (Indios veros homines esse) e, «essendo uomini come tutti gli altri, [...] non possono essere assolutamente privati della loro libertà e del possesso dei loro beni, anche se sono fuori dalla fede di Gesù Cristo». Per questo, «in virtù della Nostra autorità apostolica, dichiariamo [...] che detti Indios e altri popoli che possono successivamente essere scoperti, dovranno convertirsi alla religione di Gesù Cristo mediante la predica della Parola e l'esempio di costumi edificanti».[11]
- Alla bolla Veritas ipsa seguì il breve apostolico Altitudo divini consilii (1º giugno 1537), con il quale il pontefice condannò il commercio degli schiavi[11]. Nello stesso documento esortò i Francescani, giunti per primi nelle terre del Nuovo Mondo appena sottomesse al Regno di Spagna[12], a battezzare gli indios.
- 16 febbraio 1543: con la bolla Divina summaque il pontefice istituì la Compagnia di Santa Maria della Grazia, in favore delle prostitute convertite e ospitate nella casa di Santa Marta.

Provvedimenti verso gli ebrei
- Il 12 maggio 1540 firmò la bolla Licet iudaei sugli ebrei;
- Con la lettera apostolica Cupientes iudaeos (1542) fu permesso ai convertiti dall'ebraismo di mantenere i propri averi e di ereditare i beni del padre;
- Con la bolla Illius qui pro Dominici il pontefice approvò la fondazione di un collegio per i catecumeni convertiti.

### Relazioni con i monarchi europei

#### La guerra tra Francia e Impero

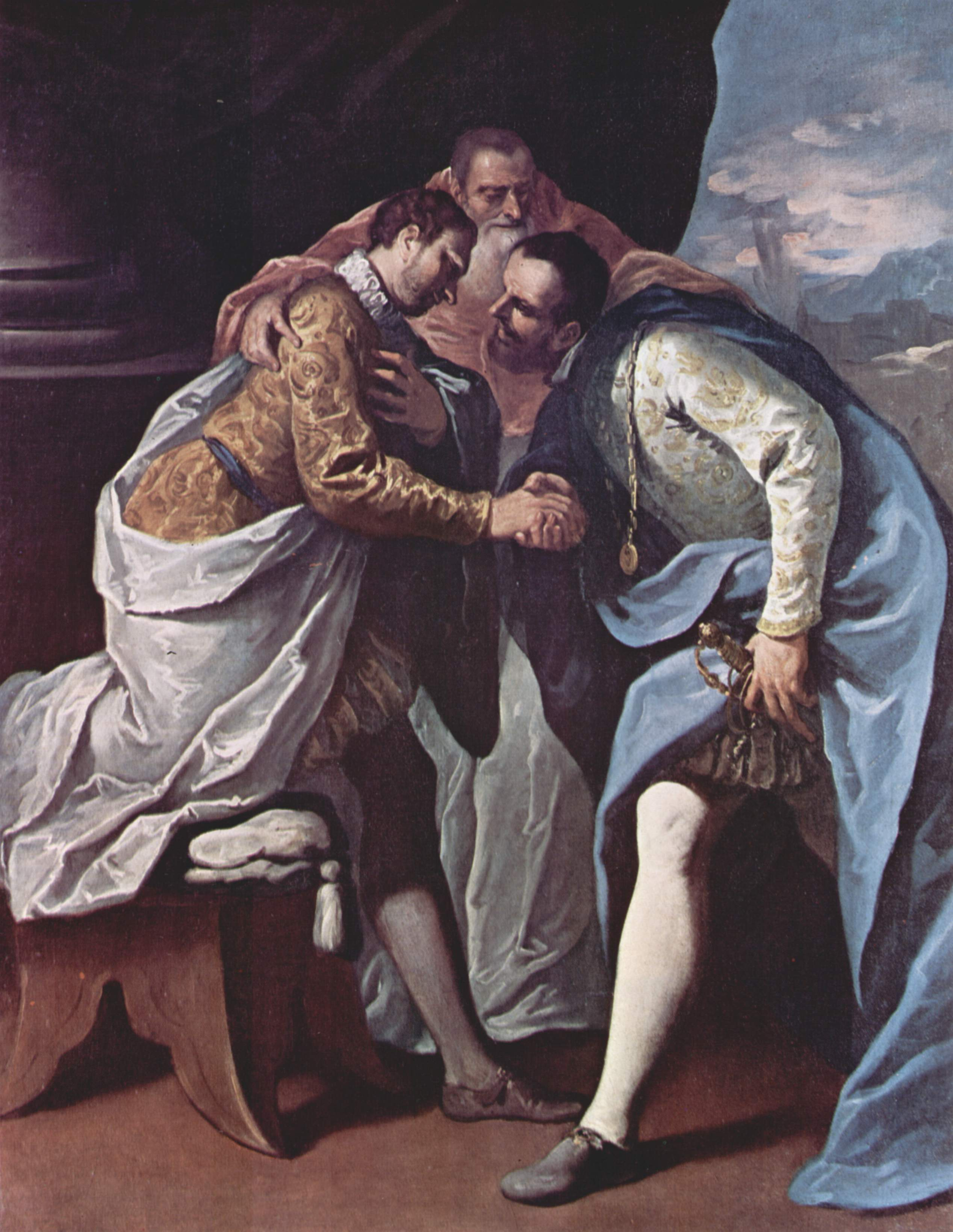
Sebastiano Ricci, Incontro di papa Paolo III, Francesco I e Carlo V (1688). Piacenza, Museo Civico

Il pontefice si dichiarò neutrale nella ultradecennale contesa tra la Francia e l'Impero. Paolo III incontrò per la prima volta Carlo V nell'aprile 1536, quando l'imperatore era tornato in Europa dopo la vittoriosa campagna di Tunisi. Il soggiorno in Italia e i colloqui con il papa dovevano servire a Carlo V per sistemare definitivamente l'assetto geopolitico dell'Italia del Nord in funzione filo-asburgica. Nell'estate dello stesso anno scoppiò una nuova guerra con il regno di Francia. Si schierarono al fianco dell'imperatore molti regnanti europei, tra cui: il fratello Ferdinando d'Asburgo (re di Boemia e d'Ungheria), il duca Guglielmo IV di Baviera, alcuni principi protestanti (tra cui il duca Maurizio di Sassonia)
Nella primavera del 1537, dopo quattro sanguinose battaglie, i francesi concordarono un armistizio con gli imperiali. Paolo III avanzò la sua mediazione, che portò al Convegno di Nizza nel giugno del 1538. Il pontefice si recò nella cittadina savoiarda, dove giunse il 17 maggio e si trattenne fino al 20 giugno. I due sovrani conclusero una tregua decennale. Paolo III incontrò altre due volte Carlo V per definire con l'imperatore l'apertura del concilio ecumenico: nel settembre 1541 a Lucca e nel giugno 1543 a Busseto.
Mentre il concilio si apriva (13 dicembre 1545) l'imperatore era impegnato a combattere la lega dei protestanti (Lega di Smalcalda). Al concilio risultò predominante la corrente degli intransigenti (cioè contrari al dialogo con i protestanti), mentre Carlo V propendeva per un riassorbimento del dissenso attraverso il dialogo. La pubblicazione nel gennaio 1547 del decreto sulla dottrina della giustificazione, una vittoria del partito intransigente, incrinò i rapporti con l'imperatore.
In aprile Carlo V sconfisse la lega dei protestanti (battaglia di Mühlberg) ma, invece, di riportare tutta la Germania sotto l'egida del cattolicesimo, emanò un decreto (Interim di Augusta) con il quale alleviò le tensioni tra i principi cattolici e quelli luterani (15 maggio 1548). Ciò causò la rottura dell'alleanza con Paolo III, che si rivolse al nuovo re di Francia Enrico II. Nel novembre 1549 il pontefice fece sospendere i lavori del concilio. Fu il suo ultimo atto ufficiale: pochi giorni dopo spirò.

#### Il Ducato di Parma e Piacenza
Il papa aveva avuto quattro figli; il primogenito era Pier Luigi. Considerato il figlio prediletto, il pontefice mirò a costituire un ducato in Italia e a consegnarlo al figlio. Con l'approvazione dell'imperatore Carlo V acquistò i ducati di Parma e Piacenza. Anche se essi appartenevano agli Stati Pontifici Paolo III pensò di avere la meglio sulla riluttanza del collegio cardinalizio scambiando i ducati con i meno preziosi domini di Camerino e Nepi. L'imperatore accettò la proposta, giudicando vantaggiosa la prospettata ricompensa di 12.000 unità di fanteria, 500 cavalieri e una considerevole quantità di denaro. Il 17 agosto 1545 Paolo III costituì il Ducato di Parma e Piacenza in favore del figlio Pier Luigi, del nipote Ottavio e dei loro discendenti maschi e legittimi per ordine di primogenitura. I soldati promessi da Paolo III furono inviati all'imperatore sotto il comando di Ottavio Farnese.
Il figlio cadde nella congiura di Piacenza, ordita da Ferrante I Gonzaga, vice-reggente imperiale e suo acerrimo nemico. Pier Luigi venne assassinato a Piacenza e Paolo III credette che ciò non sarebbe potuto accadere all'insaputa dell'imperatore. Dopo la morte del figlio il papa riunì il concistoro e accusò pubblicamente Ferrante del suo assassinio.
Rosa d'oro
Paolo III donò tre rose d'oro: a Federico II Gonzaga (1537), a Ercole II d'Este (1543) e a Caterina de' Medici, regina consorte di Francia (1548).

### Governo dello Stato Pontificio
Nel 1540 fu incrementata la tassa sul sale nella città di Perugia già in crisi economica. La città cacciò i priori, istituì il governo dei "venticinque", cinque per ogni rione. A questo punto il Papa scomunicò l'intera popolazione della città. Questo nuovo governo appena formato era male organizzato e non riuscì a trovare un aiuto adeguato in poco tempo per sostenere una guerra (guerra del sale). Paolo III inviò il proprio figlio Pier Luigi Farnese e mosse guerra contro la città. Perugia perse la propria autonomia e divenne parte integrante dello Stato Pontificio. Il pontefice fece anche costruire sopra parte della città la Rocca Paolina, assicurandosi il controllo della stessa. Spese un'ingente somma per erigere la struttura difensiva e per questo venne criticato dal suo successore il papa Giulio III.

### Mecenatismo e opere realizzate a Roma
Paolo III fu uno dei più grandi mecenati del Rinascimento italiano. Accordò protezioni a dotti e a letterati, fece costruire e restaurare cappelle, chiese e grandi monumenti romani. Durante il suo pontificato fu edificata la Cappella Paolina nel Palazzo Vaticano e fu avviata la costruzione della Sala Regia. Il pontefice promosse, fin dall'inizio del suo pontificato (con la costruzione della demolita villa papale indicata comunemente come Torre di Paolo III), un nuovo sviluppo edilizio di Roma, abbellendola con nuove vie e fontane, spendendo cifre elevate per migliorarne la viabilità. La moneta detta giulio, dopo di lui, prese a chiamarsi paolo. Prima ancora dell'elezione al soglio pontificio riuscì a creare quella che oggi è conosciuta come collezione Farnese.
Fu amante dell'astrologia ed ebbe maghi e veggenti tra i suoi cortigiani, che consultava di sovente per ogni piccola cosa, per esempio per decidere l'ora di una partenza o la data di un concistoro.
Tra i protagonisti di questa stagione il più grande fu Michelangelo Buonarroti: il genio toscano si stabilì a Roma nel 1534 e visse nella Città Eterna fino alla morte, avvenuta trent'anni dopo. Nel 1534 Paolo III gli commissionò il Giudizio universale. In seguito gli affidò molti altri incarichi, tra cui quello di sovrintendente a vita ai lavori della Basilica di San Pietro in Vaticano, la costruzione di un nuovo bastione - tuttora esistente - nella cinta delle Mura leonine, e la sistemazione della Piazza del Campidoglio. Il pittore veneziano Tiziano venne convocato a Roma dal Pontefice ed eseguì diversi ritratti di Paolo III e della sua famiglia. I dipinti, conservati fino al Settecento nelle collezioni dei Farnese a Parma, seguirono Elisabetta Farnese, ultima del suo casato, a Napoli dove ancora oggi si trovano nelle raccolte del museo di Capodimonte.

### Patrono di arti e scienze
Il pontefice nominò Alfonso Ferri insegnante di anatomia all'Università La Sapienza e scelse Agostino Steuco come bibliotecario della collezione papale di manoscritti e stampe del Vaticano.
Il noto astronomo polacco Niccolò Copernico inviò a Paolo III una lettera con le sue considerazioni sulla riforma del calendario giuliano. Il pontefice gli rispose. Per riconoscenza Copernico dedicò a Paolo III la sua opera De revolutionibus orbium coelestium.
Nel 1536 nominò Antonio da Sangallo architetto di tutte le fabbriche pontificie.
Il 28 ottobre 1538, con la bolla In apostolatus culmine, Paolo III fondò l'Università di Santo Domingo, la prima università delle Americhe, intitolandola a San Tommaso d'Aquino.

Nello stesso anno istituì il Collegio di Santa Maria all'interno dell'Università di Sant'Andrea, la più antica università della Scozia.

Il 5 gennaio 1548 il pontefice fondò l'Università di Reims con le facoltà di Diritto civile e canonico, Medicina, Teologia e Arte.

### Morte e sepoltura

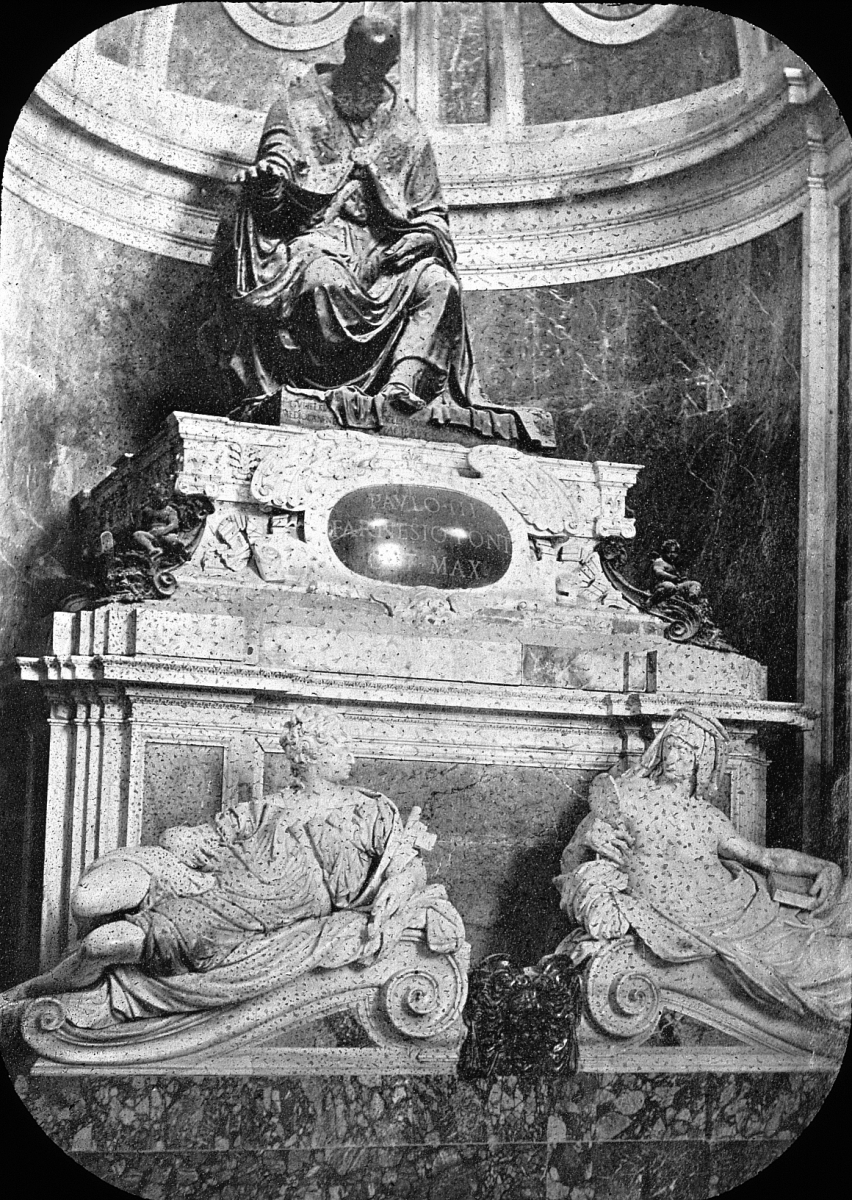
La tomba di papa Paolo III nella basilica di San Pietro

All'età di ottantuno anni la sua salute peggiorò improvvisamente: un violento alterco con i nipoti Ottavio e Alessandro riguardo all'annessione del Ducato di Parma e Piacenza gli causò una grave infermità dalla quale non si risollevò più.
Il 10 novembre 1549, dopo quindici anni di densissimo pontificato che l'avevano visto protagonista delle vicende europee non solo religiose, Paolo III si spense. Era inoltre l'ultimo superstite delle creazioni cardinalizie di Alessandro VI. Fu sepolto nell'antica basilica di San Pietro in Vaticano.

## Paolo III nella storiografia
Durante il suo pontificato il fronte filoasburgico formato da alcuni signori italiani (i Gonzaga, Cosimo de' Medici e alcuni grandi feudatari) elaborò, con il sostegno di esponenti della corte imperiale e di un grande apparato propagandistico, un progetto teso a eliminare lo Stato della Chiesa e a ristabilire la piena sovranità dell'imperatore sul Patrimonio di San Pietro, riportando il papato alla condizione spirituale. Studi recenti lo hanno considerato un tornante decisivo nei rapporti tra le due massime autorità e nella ridefinizione dell'assetto politico-territoriale della penisola. La mancata adesione dell'imperatore causò però lo sfaldamento politico dell'alleanza. Il fallimento del progetto fu sancito dalla mancata elezione del candidato imperiale al Soglio di Pietro al conclave del 1549-50.

## Genealogia episcopale e successione apostolica
La genealogia episcopale è:
- Cardinale Guillaume d'Estouteville, O.S.B.Clun.
- Papa Sisto IV
- Papa Giulio II
- Cardinale Raffaele Sansone Riario
- Papa Leone X
- Papa Paolo III

La successione apostolica è:
- Cardinale Francesco Pisani (1527)
- Cardinale Gasparo Contarini (1538)
- Vescovo Eugene Magennis (1541)

## Diocesi erette da Paolo III

### Nuove diocesi
- 3 novembre 1534 (bolla Æquum reputamus):
  - Diocesi di Angra (comprende le Azzorre);
  - Diocesi di León (in Nicaragua; il territorio fu ricavato dalla diocesi di Panamá);
  - Diocesi di São Tomé e Príncipe (comprende l'arcipelago, prima appartenente alla diocesi di Madera);
- 18 dicembre 1534:
  - Diocesi di Santiago di Guatemala (il territorio fu ricavato dalla diocesi di Santo Domingo);
- 21 giugno 1535:
  - Diocesi di Antequera (il territorio fu ricavato dalla Diocesi di Puebla).
- 5 settembre 1536:
  - Diocesi di Cusco (Perù).
- 8 agosto 1536:
  - Diocesi di Michoacán (quarta diocesi creata in Messico in ordine cronologico).
- 19 marzo 1539:
  - Diocesi di Chiapas (il territorio fu ricavato dalla diocesi di Antequera).
- 14 maggio 1541 (bolla Illius fulciti praesidio)
  - Diocesi di Lima (Perù).
- 8 gennaio 1545 (bolla Super specula Militantis Ecclesiae):
  - Diocesi di Quito (Ecuador).
- 22 maggio 1545 (bolla Pro excellenti Apostolicae Sedis):
  - Diocesi di Miranda (il territorio fu ricavato dall'arcidiocesi di Braga);
  - Diocesi di Leiria (il territorio fu ricavato dalla diocesi di Coimbra e dal priorato esente di Santa Maria di Leiria.
- 22 agosto 1546 (bolla Super specula militantis Ecclesiae):
  - diocesi di Popayán (prima diocesi della Colombia).
- 1º luglio 1547:
  - Diocesi del Paraguay.
- 13 luglio 1548:
  - Diocesi di Guadalajara (il territorio fu ricavato dalla diocesi di Michoacán).
- 21 agosto 1549: bolla Pro excellenti:
  - Diocesi di Portalegre (il territorio fu ricavato dalla diocesi di Guarda, in Portogallo).

### Elevazioni al rango di arcidiocesi
- 24 settembre 1540
  - Diocesi di Évora (Portogallo)
- 12 febbraio 1546:
  - Diocesi del Messico (elevata al rango di arcidiocesi metropolitana);
  - Diocesi di Lima (elevata al rango di arcidiocesi metropolitana);
  - Diocesi di San Juan di Porto Rico (elevata al rango di arcidiocesi metropolitana).

### Trasferimenti della sede diocesana
- 27 marzo 1536 (bolla In eminenti militantis):
  - Diocesi di Montpellier (trasferimento da Maguelone).
- 8 agosto 1545 (decreto concistoriale):
  - Diocesi di Tursi (trasferimento da Anglona).

## Concistori per la creazione di nuovi cardinali
Papa Paolo III durante il suo pontificato ha creato 71 cardinali nel corso di dodici distinti concistori.

## Ascendenza
|                                         |                                       |                                          | Genitori                                |  |  | Nonni |  |  | Bisnonni                            |  |  | Trisnonni                             |  |
|                                         |                                       |                                          |                                         |  |  |       |  |  | Pietro Farnese, signore di Montalto |  |  | Ranuccio Farnese, signore di Montalto |  |
|                                         |                                       |                                          |                                         |  |  |       |  |  | Pietro Farnese, signore di Montalto |  |  | Ranuccio Farnese, signore di Montalto |  |
|                                         |                                       | Pantasilea Salimbeni                     |                                         |  |  |       |  |  | Pietro Farnese, signore di Montalto |  |  |                                       |  |
| Ranuccio Farnese, signore di Montalto   |                                       |                                          |                                         |  |  |       |  |  | Pietro Farnese, signore di Montalto |  |  |                                       |  |
|                                         |                                       | Pantasilea Dolci                         | Giovanni Dolci di Corbara               |  |  |       |  |  |                                     |  |  |                                       |  |
|                                         |                                       | Pantasilea Dolci                         | Giovanni Dolci di Corbara               |  |  |       |  |  |                                     |  |  |                                       |  |
|                                         |                                       | Pantasilea Dolci                         | …                                       |  |  |       |  |  |                                     |  |  |                                       |  |
| Pier Luigi Farnese, signore di Montalto |                                       | Pantasilea Dolci                         |                                         |  |  |       |  |  |                                     |  |  |                                       |  |
|                                         |                                       | Angelo Monaldeschi, patrizio di Orvieto  | …                                       |  |  |       |  |  |                                     |  |  |                                       |  |
|                                         |                                       | Angelo Monaldeschi, patrizio di Orvieto  | …                                       |  |  |       |  |  |                                     |  |  |                                       |  |
|                                         |                                       | Angelo Monaldeschi, patrizio di Orvieto  | …                                       |  |  |       |  |  |                                     |  |  |                                       |  |
| Agnese Monaldeschi                      |                                       | Angelo Monaldeschi, patrizio di Orvieto  |                                         |  |  |       |  |  |                                     |  |  |                                       |  |
|                                         |                                       | …                                        | …                                       |  |  |       |  |  |                                     |  |  |                                       |  |
|                                         |                                       | …                                        | …                                       |  |  |       |  |  |                                     |  |  |                                       |  |
|                                         |                                       | …                                        | …                                       |  |  |       |  |  |                                     |  |  |                                       |  |
| Papa Paolo III                          |                                       | …                                        |                                         |  |  |       |  |  |                                     |  |  |                                       |  |
|                                         | Giacomo Gaetani, viceré degli Abruzzi | Giacobello Gaetani, signore di Sermoneta |                                         |  |  |       |  |  |                                     |  |  |                                       |  |
|                                         | Giacomo Gaetani, viceré degli Abruzzi | Giacobello Gaetani, signore di Sermoneta |                                         |  |  |       |  |  |                                     |  |  |                                       |  |
|                                         | Giacomo Gaetani, viceré degli Abruzzi | Rosa d'Eboli                             |                                         |  |  |       |  |  |                                     |  |  |                                       |  |
| Onorato Gaetani, duca di Sermoneta      | Giacomo Gaetani, viceré degli Abruzzi |                                          |                                         |  |  |       |  |  |                                     |  |  |                                       |  |
|                                         |                                       | Giovannella Orsini dei conti di Nola     | Pirro Orsini, conte di Nola             |  |  |       |  |  |                                     |  |  |                                       |  |
|                                         |                                       | Giovannella Orsini dei conti di Nola     | Pirro Orsini, conte di Nola             |  |  |       |  |  |                                     |  |  |                                       |  |
|                                         |                                       | Giovannella Orsini dei conti di Nola     | …                                       |  |  |       |  |  |                                     |  |  |                                       |  |
| Giovanna Gaetani dei duchi di Sermoneta |                                       | Giovannella Orsini dei conti di Nola     |                                         |  |  |       |  |  |                                     |  |  |                                       |  |
|                                         |                                       | Francesco Orsini, duca di Gravina        | Giovanni Orsini, signore di Galera      |  |  |       |  |  |                                     |  |  |                                       |  |
|                                         |                                       | Francesco Orsini, duca di Gravina        | Giovanni Orsini, signore di Galera      |  |  |       |  |  |                                     |  |  |                                       |  |
|                                         |                                       | Francesco Orsini, duca di Gravina        | Bartolomea Spinelli                     |  |  |       |  |  |                                     |  |  |                                       |  |
| Caterina Orsini dei duchi di Gravina    |                                       | Francesco Orsini, duca di Gravina        |                                         |  |  |       |  |  |                                     |  |  |                                       |  |
|                                         |                                       | Flavia Scillato                          | Ugone Scillato dei signori di Ceppaloni |  |  |       |  |  |                                     |  |  |                                       |  |
|                                         |                                       | Flavia Scillato                          | Ugone Scillato dei signori di Ceppaloni |  |  |       |  |  |                                     |  |  |                                       |  |
|                                         |                                       | Flavia Scillato                          | Rita di Molise de' Molisi               |  |  |       |  |  |                                     |  |  |                                       |  |
|                                         |                                       | Flavia Scillato                          |                                         |  |  |       |  |  |                                     |  |  |                                       |  |

## Discendenza
Nel 1499 Alessandro Farnese conobbe una donna che divenne la sua amante e con la quale ebbe quattro figli naturali. La sua identità è ufficialmente sconosciuta, ma probabilmente si trattava di Silvia Ruffini (moglie del mercante romano Giovanni Battista Crispo, di cui rimase vedova verso l'aprile del 1501). I quattro figli furono: 
- Costanza (1500-1545), sposò Bosio II Sforza di Santa Fiora, IX conte di Santa Fiora;
- Pier Luigi (1503-1547), che assunse il nome del nonno (Pier Luigi Farnese Seniore). Fu duca di Parma e Piacenza;
- Paolo (nato nel 1504 e morto prematuramente nel 1512);
- Ranuccio (1509–1529), fu ecclesiastico e condottiero.

L'8 luglio 1505 il papa Giulio II legittimò i primi due figli maschi; Ranuccio fu legittimato dal papa Leone X l'11 aprile 1518. Costanza, essendo nata mentre la madre era ancora sposata a un altro uomo, non era legittimabile.
Tra i nipoti Alessandro (1520-1589), detto “il Giovane” e Ranuccio (1530-1565) (figli entrambi di Pier Luigi) abbracciarono la carriera ecclesiastica diventando cardinali. Alessandro fu cardinal nipote di Paolo III.